# Burg Będzin

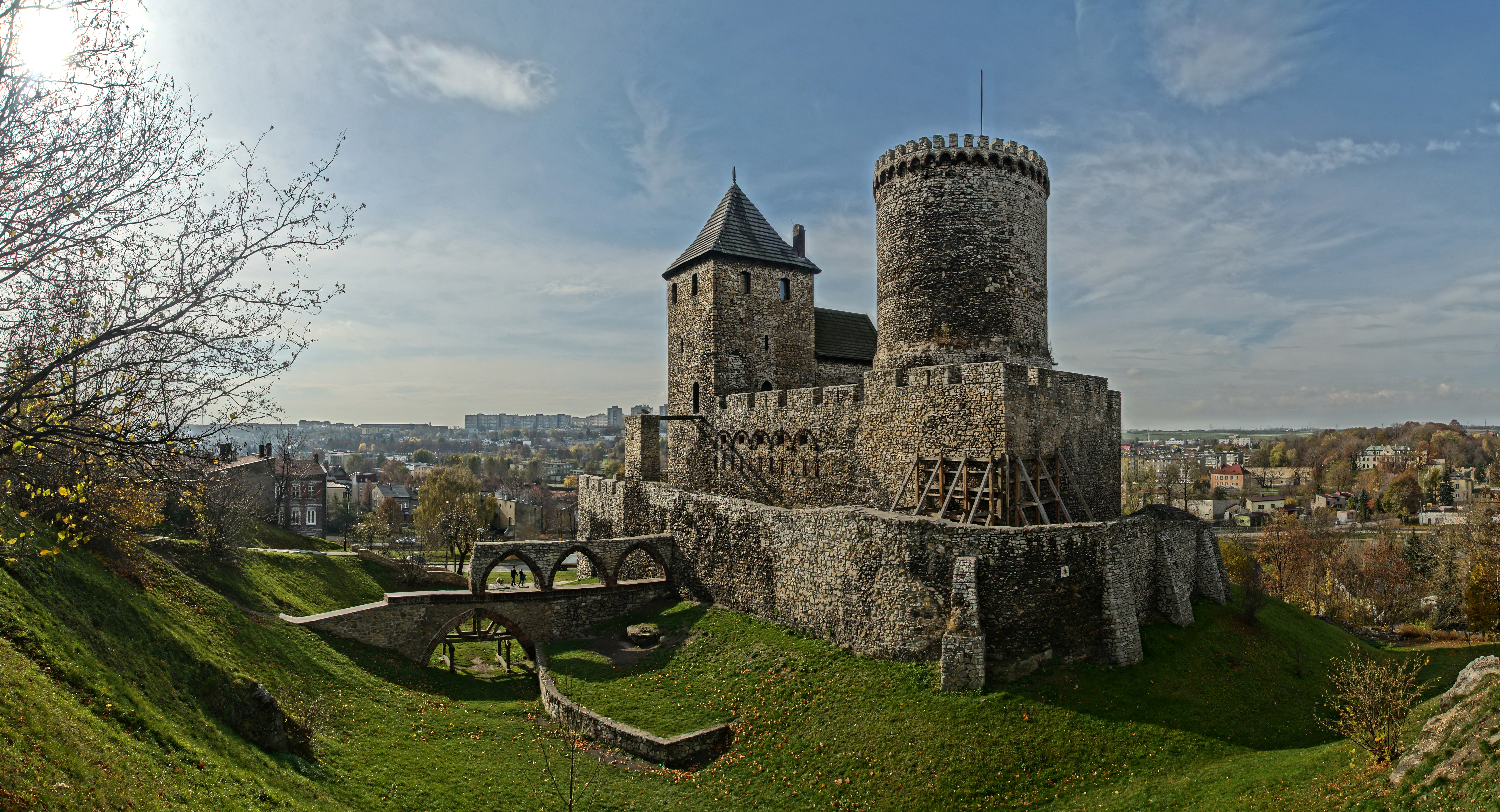
Burg Będzin

Die Burg Będzin (polnisch: Zamek w Będzinie) ist eine 1952–1956 rekonstruierte Burg in Będzin im Gebirgszug des Krakau-Tschenstochauer Juras oberhalb des Flusses Czarna Przemsza. Die Burg gehört zu den Adlerhorst-Burgen, die im 14. Jahrhundert die Grenze zwischen dem Königreich Polen und dem Heiligen Römischen Reich sicherten. Sie liegt heute in der Woiwodschaft Schlesien, gehört jedoch historisch zu Kleinpolen.

## Geschichte
Auf dem Burgberg befand sich bereits im 9. Jahrhundert eine Wehranlage der Wislanen. Den Tataren gelang es 1241 nicht, die Burg zu erobern. Der Bergfried stammt aus der Regierungszeit Boleslaus des Schamhaften im 13. Jahrhundert. Kasimir der Große baute die Burg bis 1349 aus, sie diente als Königsburg direkt an der Landesgrenze. Der Fluss Czarna Przemsza war ab 1348 Grenzfluss zwischen Polen und Böhmen. 1358 erhielt die Siedlung unterhalb der Burg auf polnischer Seite das Stadtrecht. Die Burg wurde bis ins 16. Jahrhundert bewohnt und von Burggrafen für die polnischen Könige verwaltet, ihr Zustand verschlechterte sich jedoch gegen das Ende des Jahrhunderts. 1588 kamen auf der Burg Unterhändler des Kaisers Rudolf II. und der polnischen Krone zusammen, um über die Freilassung von Maximilian von Habsburg zu verhandeln, der sich zuvor erfolglos um die polnische Krone beworben hatte und von Jan Zamoyski gefangen genommen wurde. Für den Papst erschien Ippolito Aldobrandini, der spätere Papst Clemens VIII. Auf dessen Vermittlung wurde im März 1589 der Vertrag von Beuthen und Będzin geschlossen und Maximilian kam gegen Verzicht auf die polnische Krone frei. Er wurde zunächst auf die Burg Będzin gebracht, von wo er im September 1589 Polen-Litauen in Richtung Schlesien verlassen durfte. 1616 brannte ein Teil der Burg ab. Die Burg wurde daraufhin im Stil des Frühbarocks restauriert. Doch bereits in der Schwedischen Sintflut wurde sie 1655–1656 von schwedischen Truppen gebrandschatzt. Der Wiederaufbau zog sich bis 1665 hin. 1683 machte König Johann III. Sobieski auf der Burg halt, als er sich auf dem Weg nach Wien zur Schlacht am Kahlenberg befand. Hier empfing er die Gesandtschaft des Kaisers Leopold I., unter anderem General Antonio von Caraffa. 1696 weilte König August der Starke und 1797 König Stanislaus II. August Poniatowski auf der Burg. Nach der Zweiten Polnischen Teilung kam die Burg an die Hohenzollern. Die preußischen Könige verpachteten die Burg ab 1802. Doch bald verfiel die Burg, sie wurde jedoch ab 1834 unter der Leitung von Francesco Maria Lanci restauriert und wurde als Kapelle und Spital für die Bergleute der nahen Kohlengruben genutzt. Doch bereits 1849 stand die Burg wieder leer und verfiel erneut. Eine erneute Restaurierung wurde 1929 unter der Leitung von Adolf Szyszko-Bohusz in Angriff genommen. Ihr derzeitiges Erscheinungsbild verdankt die Burg dem Wiederaufbau unter Zygmunt Gawlik aus den Jahren 1952 bis 1956. Es wurden jedoch nur die obere Burg erneuert und der Bergfried zum Teil abgetragen. Die mittelalterliche Burg war größer und höher als die heutige. Seit 1956 befindet sich hier das Regionalmuseum Zagłębie.